# Strongylocassis atripes
Strongylocassis atripes là một loài bọ cánh cứng trong họ Chrysomelidae. Loài này được Le Conte miêu tả khoa học năm 1859.